# Forces spatiales
 (décembre 2024).
 (décembre 2024).
- Si vous ne connaissez pas le sujet, laissez ce bandeau (vous pouvez alors contacter les auteurs).
- Si vous supprimez le contenu mis en cause (vous pouvez préalablement contacter les auteurs),

argumentez précisément cette suppression dans la page de discussion
(un manque de référence n'est pas un argument ; une recherche réelle de référence doit avoir été effectuée, être formellement documentée).
Note : les mots entre parenthèses indiquent le terme en baronh.
Les Forces spatiales (laburec), ou plus exactement Forces spatiales impériales (rüé laburec) sont les forces armées de l’Empire humain des Abh dans l’univers fictif de Crest of the Stars. Elles reposent essentiellement sur la flotte impériale (rüé byrec).
Les Laburec sont un élément extrêmement important de l’Empire. En plus de leur rôle purement militaire, elles sont l’expression de la puissance de l’Empire. Elles sont aussi la seule institution importante. Si, pour les habitants de la surface, l’enrôlement est le moyen de devenir citoyen de l’Empire, il est, pour les Abh, le moyen de manifester son attachement à l’Empire : c’est pourquoi le service est obligatoire pour les nobles et les membres de la royauté. Être officier est considéré comme un des trois aspects de la vie d’un Abh. Les Abh sont obligatoirement officier et réciproquement, ce qui signifie que, lorsqu'un membre d’équipage (sach) est promu officier (lodaïrh), il devient automatiquement chevalier : c’est le cas de Samsonn ou de la mère de l’ancien baron de Faibdach.
Note : les titres sont au masculin par abus de langage : dans la société abh, l'égalité parfaite entre hommes et femmes fait qu'un titre peut être porté par l'un ou l'autre.

## Organisation

### Les grades
Les Forces spatiales ont un système de grades unique qui reflète son histoire.
Lorsque le monde des Abh se limitait l’Ablïarsec, les Forces spatiales étaient constitués de petits appareils, dont le commandant était le pilote. Cela explique la prééminence de la section de vol sur tous les autres.
Les appareils étaient groupés par 4 : le commandant de la formation volait à l’avant, son adjoint à l’arrière, les deux autres sur les ailes, d’où les grades de pilote-ailier (faictodaïc), pilote-arrière (rinïairh) et pilote-avant (raicléc). La formation pouvait se diviser en deux : chaque pilote-ailier faisait alors équipe avec le pilote-avant ou le pilote-arrière. Deux formations pouvaient se grouper sous l’égide d’un appareil accompagné d’un drone. Comme le commandant de cette formation élargie dirigeait dix appareils, on lui donna le titre de déca-commandant (loüass). À l’époque, les Forces spatiales comprenaient 100 à 200 appareils, si bien que leur chef avait le titre d’hecto-commandant (bomoüass) ; il était assisté dans sa tâche par plusieurs vice-hecto-commandants (roïbomoüass). Avec l’augmentation du nombre d’appareils, le grade de kilo-commandant (cheüass) fut créé, mais le nom renvoie plus à la volonté de respecter la logique du système métrique qu’à une réalité.
Après la fondation de l'Empire et l'immobilisation de l'Ablïarsec, les Abh construisirent d'autres vaisseaux. Leurs commandants reçurent le grade d'amiral (fraudéc). La généralisation des vaisseaux entraîna la fin des petits appareils : les grades perdirent leur caractère descriptif, et l'amiral fut placé à la tête de flottes regroupant plusieurs vaisseaux. Les subdivisions furent confiées à des vice-amiraux (roïfraudéc). Les amiraux furent coiffés par un grand amiral (fofraudéc).
Comme la domination des Abh s’étendait sur de plus en plus de mondes de la surface, il parut nécessaire de créer une armée de terre. Les deux éléments des forces armées de l’Empire humain des Abh furent dirigés par un amiral / maréchal (spénec) : ainsi apparut le grade d’amiral de la flotte (spénec laburer), chargé de commander l’ensemble des Forces spatiales. Forces spatiales et Armée de terre étaient placées sous l’autorité d’un amiral impérial (rüé spénec). Par la force des choses, l’Armée de terre était surtout composée d’habitants de la surface. Bien qu’étant citoyens de l’Empire et chevaliers, ils menèrent une importante mutinerie, dite rébellion de Ghimrÿac (robuchoth Ghimrÿar), du nom de son chef. Ce furent les plus importants troubles civils de l’histoire de l’Empire. Après la fin de la rébellion, l’Armée de terre fut dissoute, mais les grades d’amiral de la flotte et d’amiral impérial demeurèrent. Depuis, les éléments intervenant à la surface ne sont plus qu’une section des Forces spatiales (section aéroportée), et, surtout, son importance numérique est bien moindre.
Les kilo-commandants et les officiers de grade supérieur sont des officiers nommés par l'empereur en personne (fsœtdorarïac). Ils se distinguent par le port d'une tiare à deux ailes (almfac matbrar) ; la tiare à une aile (almfac clabrar) est portée par les commandants de vaisseau (sarérh). Les officiers nommés par l'empereur qui sont chef d'escadre (raichecec) sont autorisés à accrocher leur bannière personnelle à côté de celle de la formation qu'ils commandent, la bannière impériale devant être placée au-dessus.
| fsœtdorarïac | rüé spénec            | amiral impérial     |
| fsœtdorarïac | spénec laburer        | amiral de la flotte |
| fsœtdorarïac | fofraudéc             | grand amiral        |
| fsœtdorarïac | fraudéc               | amiral              |
| fsœtdorarïac | roïfraudéc            | vice-amiral         |
| fsœtdorarïac | cheüass               | kilo-commandant     |
|              | bomoüass              | hecto-commandant    |
| roïbomoüass  | vice-hecto-commandant |                     |
| loüass       | déca-commandant       |                     |
| raicléc      | pilote-avant          |                     |
| rinïairh     | pilote-arrière        |                     |
| faictodaïc   | pilote-ailier         |                     |

Ces grades sont utilisés tels quels pour les officiers de la section de vol. Pour les autres, on précise leur section : faictodaïc sazoïr (pilote-ailier d'intendance), rinïairh sazoïr (pilote-arrière d'intendance), etc. pour les officiers de la section d'intendance, faictodaïc scœmer (pilote-ailier mécanicien), rinïairh scœmer (pilote-arrière mécanicien), etc. pour les officiers de la section de mécanique.

### Commandement
L’empereur (speunaigh) est le commandant en chef des Forces spatiales. Il dispose d’un vaisseau amiral : dans Banner of the Stars, Lamagh utilise le croiseur Gaftnochec. L’empereur est assisté dans sa tâche par le chef d’état-major de l’armée (üalodh rÿazaunr) ; dans Crest of the Stars et Banner of the Stars, le poste est occupé par le maréchal impérial (rüé spénec) Faramunchec üémh Lusamr Lazac. Leur rôle est de déterminer la stratégie de l’Empire et définir les missions des Forces spatiales, notamment avec l’aide des services de renseignements (spaudéc rirragr).
Le commandement opérationnel revient au commandant en chef de la flotte impériale (glaharérh rüé byrer), qui est aussi le prince héritier (cilugïac) ; dans Crest of the Stars et Banner of the Stars, il s’agit de l’amiral impérial (rüé spénec) Ablïarsec néïc Lamsar larth Barcœr Dusanh. Son rôle est de diriger la flotte dans les opérations les plus importantes : défense de Lacmhacarh (Crest of the Stars), opération Feu follet (Banner of the Stars I), opération chasseur (Banner of the Stars II).
Sur un plan tactique, les capitaines de vaisseau (sarérh) et les chefs d’escadre (raichécec) sont chargés de la mise en œuvre des ordres.

### Sections
Les Forces spatiales sont divisées en plusieurs sections définies par leurs missions. La plus prestigieuse est la section de vol (garïac), qui permet d'accéder au commandement d'un vaisseau et de flottes.
| section de vol (garïac)                            | kilo-commandant (cheüass)                                          | vice-amiral (roïfraudéc)                                          | amiral (fraudéc)                                          | grand amiral (fofraudéc)                     | amiral de la flotte (spénec laburer)        | amiral impérial (rüé spénec) |
| section d'intendance (sazoïc)                      | kilo-commandant d'intendance (cheüass sazoïr)                      | vice-amiral d'intendance (roïfraudéc sazoïr)                      | amiral d'intendance (fraudéc sazoïr)                      | grand amiral d'intendance (fofraudéc sazoïr) | amiral-en-chef d'intendance (spénec sazoïr) |                              |
| section de mécanique (scœmec)                      | kilo-commandant mécanicien (cheüass scœmer)                        | vice-amiral mécanicien (roïfraudéc scœmer)                        | amiral mécanicien (fraudéc scœmer)                        | grand amiral mécanicien (fofraudéc scœmer)   | amiral-en-chef mécanicien (spénec scœmer)   |                              |
| section de maintenance                             | kilo-commandant de maintenance                                     | vice-amiral de maintenance                                        | amiral de maintenance                                     | grand amiral mécanicien (fofraudéc scœmer)   | amiral-en-chef mécanicien (spénec scœmer)   |                              |
| section d'armement (fazïac roübonr)                | kilo-commandant d'armement (cheüass fazïar roübonrr)               | vice-amiral d'armement (roïfraudéc fazïar roübonr)                | amiral d'armement (fraudéc fazïar roübonr)                | grand amiral mécanicien (fofraudéc scœmer)   | amiral-en-chef mécanicien (spénec scœmer)   |                              |
| section de construction de vaisseaux (fazïac harr) | kilo-commandant de construction de vaisseaux (cheüass fazïar harr) | vice-amiral de construction de vaisseaux (roïfraudéc fazïar harr) | amiral de construction de vaisseaux (fraudéc fazïar harr) | grand amiral mécanicien (fofraudéc scœmer)   | amiral-en-chef mécanicien (spénec scœmer)   |                              |
| section d'ingénierie (fazïac sair)                 | kilo-commandant ingénieur (cheüass fazïar sair)                    | vice-amiral ingénieur (roïfraudéc fazïar sair)                    | amiral ingénieur (fraudéc fazïar sair)                    | grand amiral mécanicien (fofraudéc scœmer)   | amiral-en-chef mécanicien (spénec scœmer)   |                              |
| section informatique (fazïac datycirr)             | kilo-commandant informaticien (cheüass fazïar datycirr)            | vice-amiral informaticien (roïfraudéc fazïar datycirr)            | amiral informaticien (fraudéc fazïar datycirr)            | grand amiral mécanicien (fofraudéc scœmer)   | amiral-en-chef mécanicien (spénec scœmer)   |                              |
| section des routes spatiales                       | kilo-commandant des routes spatiales                               | vice-amiral des routes spatiales                                  | amiral des routes spatiales                               | grand amiral mécanicien (fofraudéc scœmer)   | amiral-en-chef mécanicien (spénec scœmer)   |                              |
| section aéroportée                                 | kilo-commandant des troupes aéroportées                            | vice-amiral des troupes aéroportées                               | amiral des troupes aéroportées                            | grand amiral des troupes aéroportées         | amiral-en-chef des troupes aéroportées      |                              |
| section médicale                                   | kilo-commandant médecin                                            | vice-amiral médecin                                               | amiral médecin                                            | grand amiral médecin                         | amiral-en-chef médecin                      |                              |
| section de sécurité                                | kilo-commandant de la garde                                        | vice-amiral de la garde                                           | amiral de la garde                                        |                                              |                                             |                              |
| section juridique                                  | kilo-commandant juriste                                            | vice-amiral juriste                                               | amiral juriste                                            |                                              |                                             |                              |
| section des infirmiers                             | kilo-commandant infirmier                                          | vice-amiral infirmier                                             | amiral infirmier                                          |                                              |                                             |                              |
| section de musique militaire                       | kilo-commandant musicien                                           |                                                                   |                                                           |                                              |                                             |                              |

### Carrière
Les Abh souhaitant d'engager dans les Forces spatiales doivent réussir l'examen d'entrée d'une école militaire (cénruc). Chaque section dispose de son école : cénruc sazoïr (école d'intendance), cénruc fazïar harr (école de construction de vaisseaux)... L'élève officier (bénaic lodaïrr) suit trois années de cours.
Pour accéder au grade de déca-commandant, donc de devenir commandant de vaisseau, il faut suivre les cours de l'école supérieure militaire (bhoscerac). Il faut quatre années de service (selymecocth) avant d'y entrer. Le début de carrière des Ablïarsec est plus rapide, car ils peuvent intégrer l'école supérieure militaire après deux années de service. Après un an et demi de cours, l'officier devient déca-commandant.

## La flotte

### Organisation opérationnelle
En 955 du calendrier impérial, trois ans après le début de la guerre contre la Triple-Alliance, un programme de réarmement massif fait qu'au début de la contre-offensive, les forces spatiales se composent de 5 flottes disposant de 150 escadres de première ligne et 70 autres de réserve.

## Sources et liens
1. 1 2  Crest of the Stars, tome 1, annexe.
2. ↑  Crest of the Stars, tome 3, chapitre 3.
3. ↑  Crest of the Stars, tome 1, chapitre 5.
4. ↑  Banner of the Stars I, épisode 2

- (en) Abh Nation (Le site le plus complet sur l’univers de Crest of the Stars)